# Elchesheim-Illingen
Pour les articles homonymes, voir Illingen.
Elchesheim-Illingen est une commune allemande, située dans le Land de Bade-Wurtemberg et l'arrondissement de Rastatt.

## Géographie
Elchesheim-Illingen se situe dans le Fossé rhénan. Le cours actuel du Rhin, très canalisé, se trouve à plusieurs kilomètres à l'ouest des deux bourgs jumelés d'Elchesheim et d'Illingen, mais un bras mort du fleuve, vestige d'un de ses changements de lit, se trouve à proximité immédiate des deux villages.

### Communes limitrophes
Elchesheim-Illingen est limitrophe :
- en Allemagne, dans le Land de Bade-Wurtemberg :
  - au sein de l'arrondissement de Rastatt :
    - au nord, de la commune d'Au am Rhein,
    - à l'est, de al commune de Durmersheim,
    - au sud-est, de la commune de Bietigheim,
    - au sud, de la commune de Steinmauern ;
- en France, dans la région Alsace :
  - au sein du département du Bas-Rhin :
    - à l'ouest, au-delà du Rhin, de la commune de Mothern.

## Histoire
L'actuelle commune résulte de la fusion, le 1er juillet 1971, des deux anciennes communes d'Elchesheim et d'Illingen, qui sont les seuls « quartiers » – en allemand : ortsteile – de la commune actuelle.

## Personnalités liées à la commune
Heinrich ("Heinz") Ludwig Fütterer (né le 14 octobre 1931 à Illigen) est un ancien athlète allemand spécialiste du sprint.

## Administration
Maire (Bürgermeister):
- 2003–2009: Joachim Ertl

## Jumelages
Depuis 1988 avec
- Civray (France) département de la Vienne.